# Robert Henry Best
Robert Henry Best (Sumter, Carolina do Sul, Estados Unidos em 16 de abril em 1896 - 16 de dezembro em 1952) era uma organismo de radiodifusão americana de propaganda nazista durante a Segunda Guerra Mundial. Ele foi condenado por traição em 1948 e condenado à Prisão perpétua.

## Detenção
Robert foi preso em 29 de janeiro de 1946 pelas forças britânicas em Caríntia, na Áustria e entregues ao Exército dos EUA. Ele foi, então, levado para os Estados Unidos para ser julgado, chegando em Massachusetts em 14 de dezembro de 1946.

## Morte
Ele cumpriu sua sentença na prisão federal em Danbury, Connecticut. Em 12 de agosto de 1951, ele foi transferido para o centro médico para presos federais em Springfield, Missouri. Robert Best morreu de uma Hemorragia cerebral em 16 de dezembro de 1952, e foi sepultado na Cemitério da Igreja Metodista Pacolet, em Pacolet, Carolina do Sul, em 21 de dezembro de 1952. Sepultado ao lado dele é sua irmã Dona Luísa Best (1892-1966), que era um longo tempo missionário metodista e cidadão honorário do Brasil. Curiosamente, companheiro propagandista nazista Herbert John Burgman morreu na mesma prisão que Robert no primeiro aniversário da morte de Robert.[carece de fontes?]